# 王小洪
王小洪（1957年7月11日—），福建福州人，中国共产党、中华人民共和国政治人物，副国级领导人。1974年7月参加工作，1982年12月加入中国共产党。中国人民公安大学公安管理专业毕业，中共中央党校函授学院经济学本科学历。现任中共二十届中央书记处书记、中央政法委员会副书记，国务委员、国务院党组成员，公安部部长、党委书记，总警监警衔。
王小洪是中共第十九届中央委员，第二十届中央委员、中央书记处书记。擔任公安部部长期間经常陪同中共中央总书记习近平参加各种活动，被认为是閩江新軍主要成員，是习近平的重要親信之一。

## 生平

### 早年经历
1974年7月，响应中共中央对于知识青年上山下乡的号召，赴福建省闽侯县插队，后进入闽侯县风机厂当工人。

### 福建省

#### 福州市及漳州市
1979年12月，任闽侯县公安局干部、团支部书记。1984年5月，任闽侯县公安局副局长（1985年9月至1987年7月，在中国人民公安大学公安管理专业学习）。1989年1月，任闽侯县公安局局长、福州市公安局郊区分局局长。
1993年8月，任福州市公安局副局长、党委副书记（1994年10月确定为正处级，1994年8月至1996年12月，在中共中央党校函授学院本科班经济管理专业学习毕业）。在时任福州市委书记习近平领导下工作。1998年2月，任福州市公安局局长、党委书记、市委政法委副书记，漳州市公安局局长、党委书记、市委政法委副书记、市委委员（副厅级）。

#### 公安厅
2002年5月，任福建省公安厅副厅长、兼福建省公安边防总队第一政委、党委第一书记。

#### 厦门市
2011年9月，任厦门市副市长、市委政法委副书记兼市公安局局长，授一级警监警衔。
担任漳州市公安局局长时，王小洪异地用警，打掉了芗城区以吕其太为首的黑社会组织。任厦门市公安局局长期间，王小洪主持侦破了2013年厦门公交车纵火案。

### 河南省
2013年8月，任河南省人民政府省长助理兼河南省公安厅厅长。2014年12月，任河南省副省长兼省公安厅厅长（2015年1月，被授予副总警监警衔）。
上任不久，《法制晚报》在2013年8月17日曝光林州市公安局民警郭增喜摔婴案。据报道，2013年7月18日，郭增喜在林州市皇冠KTV附近无端从家长手中抢过一名7个月大的女婴，将她举过头顶、摔到地上；事后郭增喜仅被处以15天禁闭，而没有受到法律处置。新闻曝光后，王小洪着手整肃河南省公安队伍。
2013年11月1日，王小洪采用异地用警、突击搜查的方式，调动新乡市千余名警察查处了郑州皇家一号夜总会。事后，河南省人大常委会副主任、原河南省公安厅厅长秦玉海等三名厅级以上官员因涉皇家一号被抓。

### 北京市
2015年3月26日，任北京市人民政府副市长兼北京市公安局局长。
王小洪任北京市公安局局长期间，北京警方在2016年12月23日突击查处了保利俱乐部、蓝黛俱乐部、丽海名媛俱乐部三家涉及卖淫嫖娼的高端会所。

### 公安部及中央政法委
2016年5月，任中华人民共和国公安部副部长、北京市人民政府副市长兼北京市公安局局长。2017年5月，被明确为正部长级。
2018年1月，北京市舉行十五屆人大一次會議，王小洪不再擔任北京市副市長職務。
2018年3月，任公安部党委副书记、分管日常工作的副部长（正部长级）。
2020年4月24日，北京市第十五届人民代表大会常务委员会第二十一次会议决定，王小洪不再担任北京市公安局局长职务。
2021年11月19日，接替赵克志，擔任中华人民共和国公安部党委书记。
2022年6月24日，担任公安部部长，并出任中共中央政法委员会副书记。王小洪成为1998年以来首位有公安背景的公安部部长。
2022年10月23日，在中国共产党第二十届中央委员会第一次全体会议上，王小洪当选中央书记处书记，晋升副国级，成为党和国家领导人。王小洪也成为继周永康之后改革开放以来第二位由中央书记处书记兼任的公安部部长以及政法系统内部仅次于中央政法委书记陈文清的二号人物。
2023年3月，王小洪在中华人民共和国第十四届全国人民代表大会第一次会议上经李强总理提名并表决通过，由国家主席习近平任命为国务委员、公安部部长（兼）。
2023年7月，王小洪不再兼任公安部特勤局党委书记、局长。
2023年10月，王小洪不再兼任公安部督察长职务。

## 相关事件
王小洪在二十大前出任公安部长之后，立即成立公安部“肃清孙力军政治团伙流毒影响”专项工作领导小组，王亲自出任组长。在离二十大召开不到一个月内，“孙力军政治团伙”成员被接连重判。